# Pavé du Berry
De Pavé du Berry is een Franse kaas, een van de vele Franse geitenkazen uit de vallei van de Loire.
De Pavé de Berry is een geitenkaas die afkomstig is uit de streek rond Chavignol, en heeft vrij veel weg van de Crottin de Chavignol.
De geitenmelk wordt bij ontvangst heel licht met stremsel aangezuurd, meestal is de melk nog warm. Het stremmen duurt lang. De wrongel wordt uit de wei gehaald en lekt eerst uit op een doek, waarna ze in conische vormen met kleine gaatjes gedaan wordt. Eenmaal uit de vorm wordt de kaas gezouten en gedroogd, waarna een rijping van 2-3 weken volgt.